# 西三国
西三国（にしみくに）は、大阪府大阪市淀川区にある町名。現行行政地名は西三国一丁目から西三国四丁目。

## 地理
淀川区の北東部に位置し、三国地域に属している。南の西側に三国本町、東側に西宮原、北に十八条、東に東三国、川を挟んで西に豊中市と接している。

### 河川
- 神崎川

## 世帯数と人口
2019年（令和元年）9月30日現在の世帯数と人口は以下の通りである。
| 丁目         | 世帯数    | 人口    |
| ------------ | --------- | ------- |
| 西三国一丁目 | 2,068世帯 | 3,389人 |
| 西三国二丁目 | 710世帯   | 1,398人 |
| 西三国三丁目 | 1,013世帯 | 1,589人 |
| 西三国四丁目 | 1,240世帯 | 2,570人 |
| 計           | 5,031世帯 | 8,946人 |

### 人口の変遷
国勢調査による人口の推移。
| 1995年（平成7年）  | 10,289人 | [ 5 ] |  |
| 2000年（平成12年） | 10,506人 | [ 6 ] |  |
| 2005年（平成17年） | 9,680人  | [ 7 ] |  |
| 2010年（平成22年） | 9,140人  | [ 8 ] |  |
| 2015年（平成27年） | 9,218人  | [ 9 ] |  |

### 世帯数の変遷
国勢調査による世帯数の推移。
| 1995年（平成7年）  | 4,788世帯 | [ 5 ] |  |
| 2000年（平成12年） | 5,127世帯 | [ 6 ] |  |
| 2005年（平成17年） | 4,796世帯 | [ 7 ] |  |
| 2010年（平成22年） | 4,559世帯 | [ 8 ] |  |
| 2015年（平成27年） | 4,758世帯 | [ 9 ] |  |

## 学区
市立小・中学校に通う場合、学区は以下の通りとなる。なお、小学校・中学校入学時に学校選択制度を導入しており、通学区域以外に淀川区にある以下の通学区域に隣接する校区にある小学校・中学校から選択することも可能。
| 丁目         | 番                                                             | 小学校               | 中学校             |
| ------------ | -------------------------------------------------------------- | -------------------- | ------------------ |
| 西三国一丁目 | 1～6番 8番6号・8～11号                                         | 大阪市立三国小学校   | 大阪市立三国中学校 |
| 西三国一丁目 | 7番 8番1～5号・7号 8番12～49号 9～36番                         | 大阪市立西三国小学校 | 大阪市立三国中学校 |
| 西三国二丁目 | 5番49～51号 11～13番 14番16～22号 15～19番                     | 大阪市立西三国小学校 | 大阪市立三国中学校 |
| 西三国二丁目 | 1～4番 5番1～48号 5番52～59号 6～10番 14番1～15号 14番23～31号 | 大阪市立三国小学校   | 大阪市立三国中学校 |
| 西三国三丁目 | 1～26番                                                        | 大阪市立三国小学校   | 大阪市立三国中学校 |
| 西三国三丁目 | 27番                                                           | 大阪市立西三国小学校 | 大阪市立三国中学校 |
| 西三国四丁目 | 1番 2番47～66号 4番20～23号                                    | 大阪市立西三国小学校 | 大阪市立三国中学校 |
| 西三国四丁目 | 2番1～46号 2番67～75号 3番 4番1〜19号 4番24～26号 5～13番      | 大阪市立三国小学校   | 大阪市立三国中学校 |

## 事業所
2016年（平成28年）現在の経済センサス調査による事業所数と従業員数は以下の通りである。
| 丁目         | 事業所数  | 従業員数 |
| ------------ | --------- | -------- |
| 西三国一丁目 | 137事業所 | 1,383人  |
| 西三国二丁目 | 75事業所  | 320人    |
| 西三国三丁目 | 119事業所 | 704人    |
| 西三国四丁目 | 94事業所  | 937人    |
| 計           | 425事業所 | 3,344人  |

## 交通

### 鉄道
- 阪急電鉄
  - 宝塚本線 三国駅（所在地は、新高三丁目であるが、一部は西三国に入っている。）

## 施設
- 大阪市立三国中学校
- 大阪市立西三国小学校
- 淀川西三国二郵便局
- 大阪三国町郵便局
- りそな銀行 三国支店
- 大阪貯蓄信用組合 本部
- スーパーマルハチ 新大阪店